# Liceum Ogólnokształcące im. Marii Skłodowskiej-Curie w Czechowicach-Dziedzicach
Liceum Ogólnokształcące im. Marii Skłodowskiej-Curie w Czechowicach-Dziedzicach – szkoła średnia w Czechowicach-Dziedzicach powstała w 1948, początkowo jako szkoła 11-letnia, która łączyła w sobie 7 klas podstawowych i 4 licealne. W roku 1966 nastąpiło rozdzielenie szkoły podstawowej od liceum, a w 1967 liceum przeniosło się do budynku przy ulicy Konopnickej, w którym funkcjonuje do dzisiaj.

## Znani absolwenci
- Teresa Budzisz-Krzyżanowska
- Władysław Grzeszczak
- Andrzej Krzanowski
- Edward Mikołajczyk
- Kazimierz Nycz
- Zygmunt Smalcerz
- Stachursky
- Dariusz Zalega
- Włodzimierz Zatorski